# Mât de cocagne
Ne doit pas être confondu avec Pays de Cocagne.

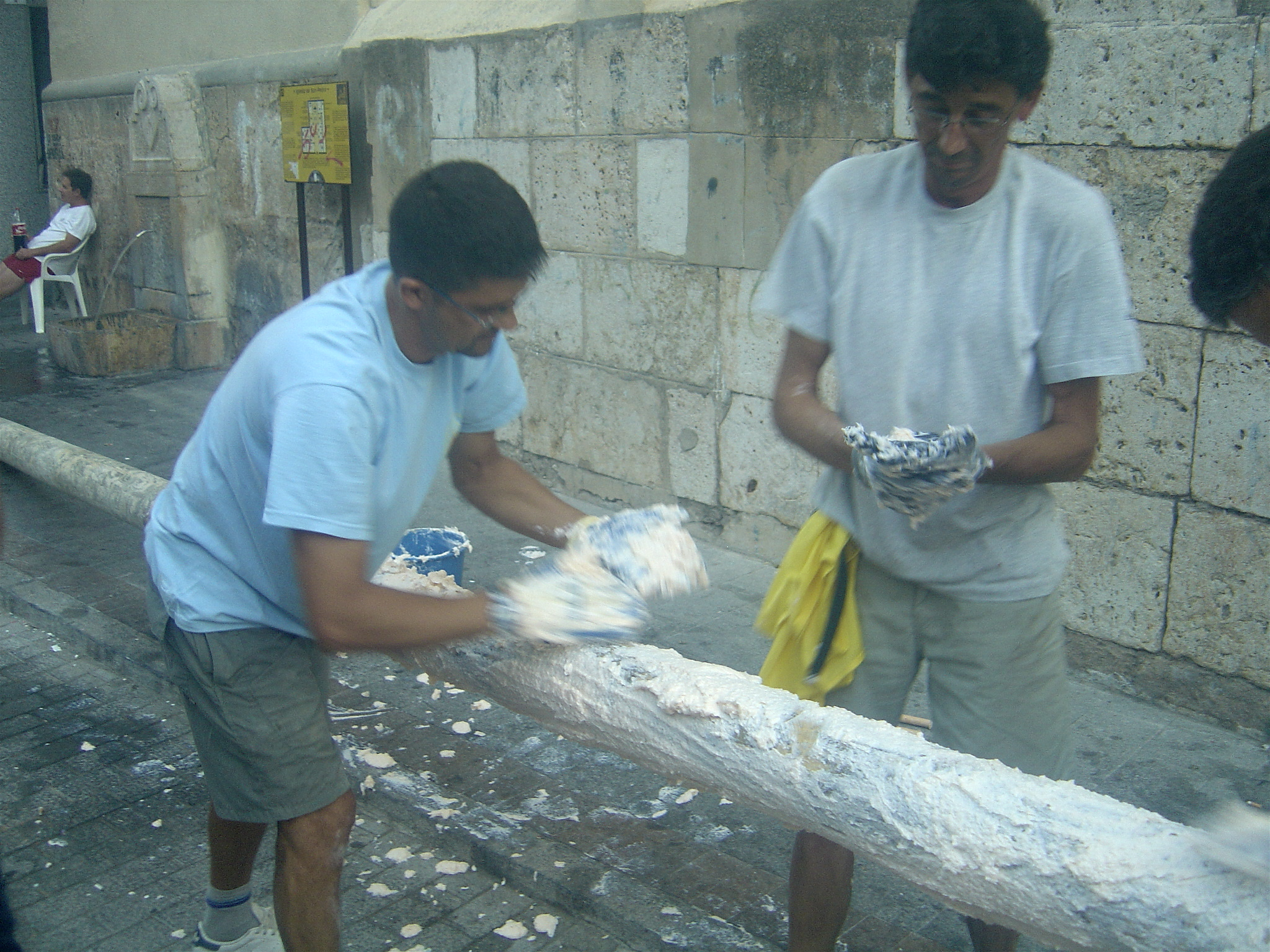
Le graissage du mât lors de la Tomatina (Buñol, Espagne).

Le mât de cocagne est un jeu traditionnel populaire qui consiste à grimper en haut d'un poteau pour attraper un ou plusieurs des objets qui y sont suspendus. Le poteau est habituellement le plus lisse possible, et presque toujours enduit de graisse ou de savon, afin de rendre l'escalade plus difficile, voire impossible pour certains joueurs. Le sommet est muni d'une roue de charrette ou de bicyclette à laquelle sont suspendus les lots à gagner, friandises, saucisses, saucissons, jouets, objets divers.
Son nom fait référence au Pays de Cocagne, qui était l'une des régions les plus riches d'Europe entre le Moyen Âge et la Renaissance. Cette région du Lauragais (entre Toulouse, Carcassonne et Albi) produisait une plante tinctoriale, la guède, d'où l'on tirait le Bleu Pastel. La guède était broyée puis séchée en boules (ou coques, ou cocagnes) sur le toit des granges. Mais la convoitise pour cette richesse a popularisé l'usage de mât au sommet desquels on suspendait les cocagnes. Le bas du mât était enduit de graisse pour dissuader les voleurs. Un jeu traditionnel en a découlé, qui consistait à tenter de décrocher des friandises suspendues au sommet du mât.
Ce jeu est ou était pratiqué dans les fêtes populaires d'Europe, en particulier en France, en Espagne et dans les îles Britanniques, ainsi qu'en Amérique du Sud. Il est également pratiqué en Inde, chez les Tamouls, en Indonésie, et un défi similaire est demandé sur un palmier droit aux jeunes Dais désireux de se marier dans le sud de la province du Yunnan, en Chine.

## Noms vernaculaires

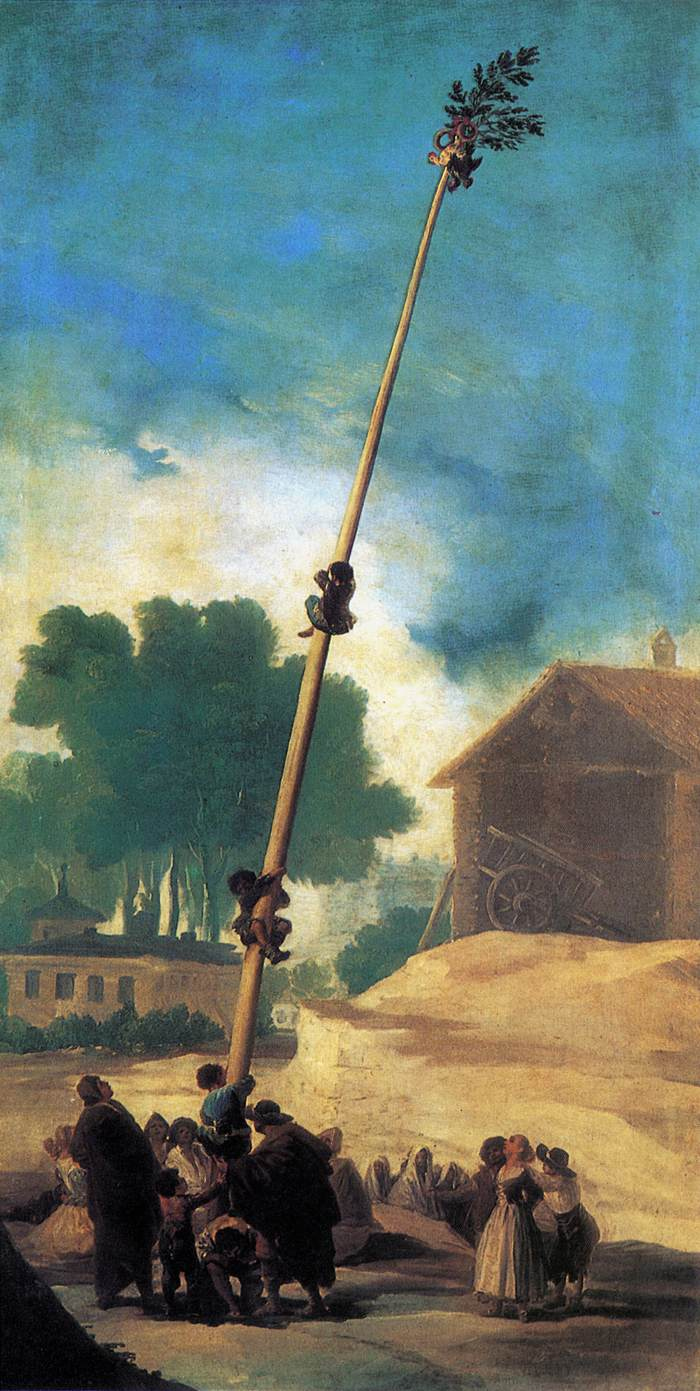
Le Mât de cocagne, Francisco de Goya, 1787.

- Dans les pays hispanophones : cucaña (Espagne, Argentine, Bolivie, Équateur), palo ensebado (Chili, République Dominicaine) ou palo enjabonado (Uruguay)
- En Bretagne : ar wern ("le mât" en breton)
- En Occitanie : Mast de cocanha
- En Catalogne : cucanya ou pal ensabonat (catalan)
- Au Brésil : pau de sebo (portugais)
- En Italie : Cuccagna
- En Indonésie : panjat pinang (indonésien)

## Histoire
Le 1er septembre 1426 pour la fête de Saint Leu et Saint Gilles, qui est la fête patronale de la paroisse parisienne de Saint-Leu-Saint-Gilles, un mât de cocagne est dressé rue aux Oies avec pour trophée une oie et six blancs. Le meilleur grimpeur ne parvient pas jusqu'en haut mais on lui remet toutefois l'oie seule.

## Expression
« Quand on monte au mât de cocagne, il faut avoir les braies propres ! »[réf. nécessaire] (quand on s'expose, on s'assure auparavant d'être bien propre).

## Dans la culture

### Chanson
En 1956, dans la chanson Auprès de mon arbre, Georges Brassens appelle son arbre « mon mât de cocagne ».
En 1962, dans la chanson Le Plat Pays, Jacques Brel évoque « de noirs clochers comme mâts de cocagne ».

## Galerie de photographies

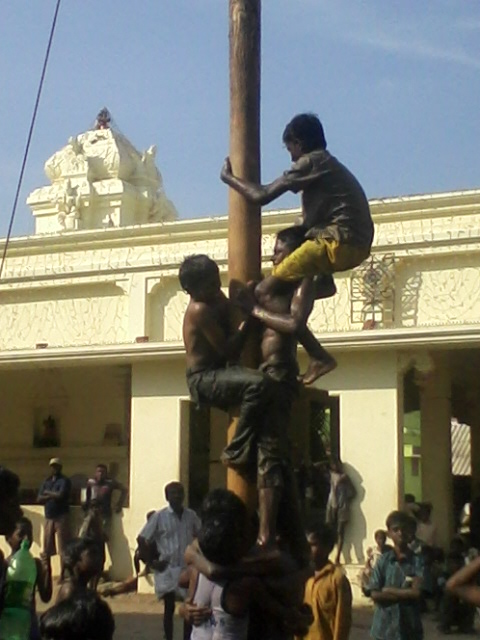
Mât de cocagne dans la culture tamoule.
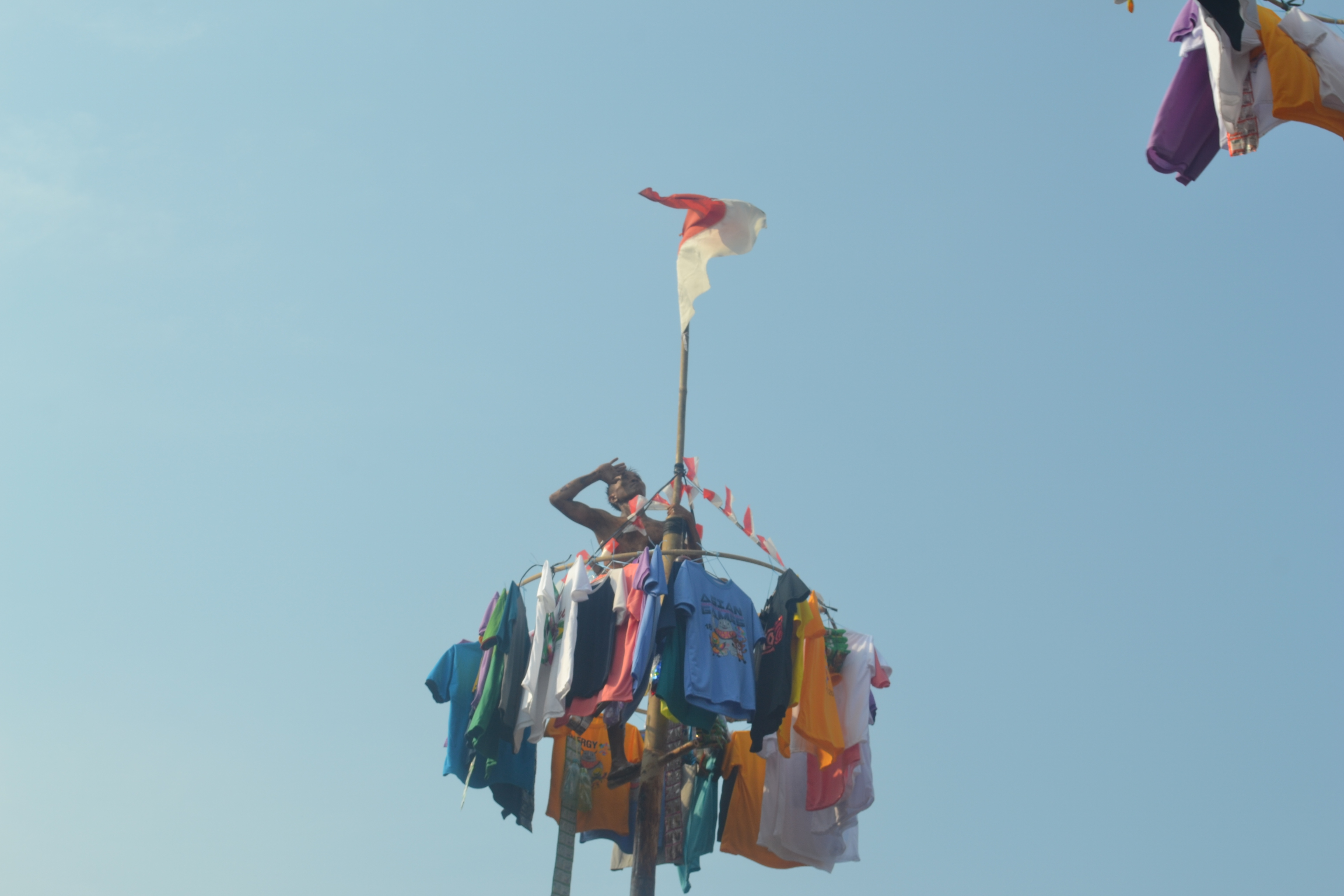
Mât de cocagne en Indonésie.
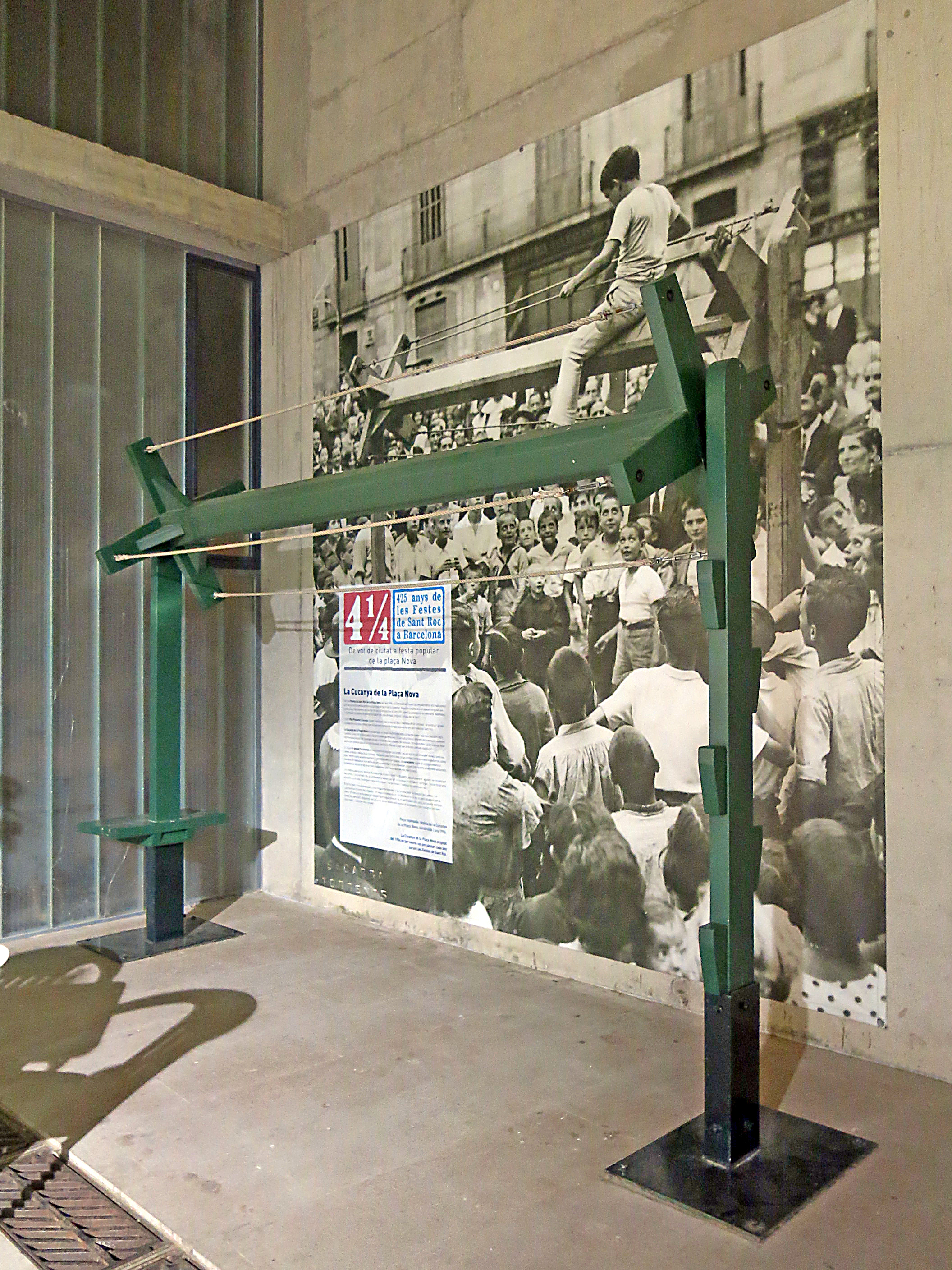
Cocagne horizontale catalane.